# トビアス・ヴェルナー
トビアス・ヴェルナー（Tobias Werner、1985年7月19日 - ）は、東ドイツ（現ドイツ）・ゲーラ出身の元サッカー選手。現役時代のポジションはMF。

## 経歴
2004年にFCカールツァイス・イェーナでプロキャリアをスタート。
2008年にFCアウクスブルクに完全移籍。アウクスブルクでは攻撃的ミッドフィールダーとして187試合出場。
しかし2015-16シーズンに入るとカイウビーにポジションを奪われ、出場機会が減少した。
2016-17シーズンには宇佐美貴史の加入に伴い、更なる出場機会減少が見込まれる為、出場機会を求めVfBシュトゥットガルトへ2019年までの3年契約で完全移籍した。
しかし、シュトゥットガルトではケガや若手選手の台頭によりリーグ戦5試合の出場にとどまったことによる出場機会確保のため1.FCニュルンベルクへ2018年6月まで1年間の期限付き移籍をした。
ニュルンベルクへの期限付き移籍終了後は、シュトゥットガルトのU-21チームでプレーすることになった。
2019年3月、現役引退を表明した。